# إلياس فياض
إلياس فَيَّاض (1872 - 21 أكتوبر 1930) أديب ومحامي وسياسي لبناني. 

## حياته
ولد في 1872 ببيروت وتعلم بها، ثم بمدرسة الحقوق بالقاهرة. وكتب في مجلتي إبراهيم اليازجي الضياء و البيان في القاهرة وتولى رئاسة التحرير بجريدة المحروسة اليومية. ثم عاد إلى لبنان. 

كان من أعضاء مجلس النواب، فوزيرا للزراعة.

توفي ببيروت في 21 أكتوبر 1930.

## مؤلفاته
له ديوان شعر. وترجم عن الفرنسية قصصا، منها الشهيدة و عشيقة مازارين.